# William Moulton Marston
William Moulton Marston (* 9. Mai 1893 in Cliftondale, Essex County, Massachusetts; † 2. Mai 1947 in Rye, New York) war ein US-amerikanischer Psychologe, feministischer Theoretiker und Autor von Comics. Er war unter anderem gemeinsam mit seiner Frau, Elizabeth (Sadie) Holloway Marston, Schöpfer der Figur Wonder Woman.

## Leben
Marston studierte an der Harvard University, die er 1921 mit einem Doktortitel in Psychologie abschloss. Er unterrichtete zunächst an der American University in Washington. 1929 ging Marston für ein Jahr zu den Universal Studios in Kalifornien. 1940 wurde durch seine Äußerungen zum Erziehungspotential von Comics der Comic-Herausgeber Max Gaines auf Marston aufmerksam und stellte ihn als Erziehungsberater für Detective Comics (jetzt DC Comics) ein. Die letzten sechs Jahre seines Lebens war er Autor von Wonder-Woman-Comics. Marston starb an Krebs. Seine Frau Elizabeth lebte weiter mit Olive Byrne (die als Autorin unter dem Pseudonym Olive Richard arbeitete), einer ehemaligen Studentin Marstons, die mit dem Paar in einer polyamoren Beziehung gelebt hatte. Olive starb in den späten 1980ern; Elizabeth starb 100-jährig 1993.
Marston veröffentlichte 1928 die DISC-Theorie (dominance, inducement, submission, compliance, dt. Dominanz, Veranlassung, Unterwerfung, Befolgung) und propagierte die männliche Unterwerfung an ein Matriarchat. In der Praxis lebte er mit Sadie Marston, Olive Byrne und anderen seine geheimen Bondage-Fantasien aus und schrieb als Autor viele Fessel- und Fetischszenen in die frühen Wonder Woman-Comics. Beruflich hielt sich Marstons Erfolg in Grenzen, da er „wegen mangelnder Arbeitseinstellung“ kaum Geld verdiente: sein Lügendetektor war kommerziell ein Flop, und er verfasste erfolglos erotische Literatur. Seine polyamore Beziehung erscheint aus heutiger Sicht fragwürdig, da er laut Wonder-Woman-Chronistin Jill Lepore seiner Ehefrau die Dreierbeziehung mit Byrne praktisch aufdrängte und mit Scheidung drohte, was im prüden USA der Vorkriegsjahre das Ende ihrer wissenschaftlichen Karriere bedeutet hätte. Zudem musste Sadie Marston mit ihrem mageren Sekretärinnensalär die Dreierehe finanzieren und ihre Forschung unter dem Namen ihres Ehemannes veröffentlichen, da Frauen aus damaliger Sicht nicht publikationswürdig waren. Olive Byrne musste zeitlebens behaupten, Sadies jung verwitwete Verwandte zu sein und dass ihre beiden Kinder mit Marston von einem „früh verstorbenen Ehemann“ stammten. Zudem opferte Byrne als unverheiratete Mutter damals sämtliche Jobchancen und war lange Jahre die unbezahlte Amme der Dreierbeziehung. Ihren leiblichen Kindern, die später von den Marstons legal adoptiert wurden, verschwieg sie jahrzehntelang ihre wahre Vaterschaft.
Dass Marston einerseits der Erfinder des Lügendetektors war, aber seine polyamore Biografie verheimlichte und auf Kosten seiner beiden Partner und seiner Kinder lebte, wurde in der Nachbetrachtung kritisch gesehen. The Guardian bewertete ihn als „gutaussehenden, nichtsnutzigen, lüsternen Hausierer“ und fügt hinzu, dass J. Edgar Hoover, der Chef der Federal Bureau of Investigation, Marston aufgrund seines unzuverlässigen Lügendetektors als Scharlatan sah.

## Psychologie
Marston entwickelte gemeinsam mit seiner Frau eine frühe Form des Lügendetektors, den sogenannten Polygraph, bei dem er davon ausging, dass sich der Blutdruck erhöht, wenn man die Unwahrheit sagt. Das Gerät diente auch als Vorbild für das „magische Lasso“ von Wonder Woman.
Weiterhin schrieb er Aufsätze und Bücher zu populären psychologischen Themen. Sein bekanntestes Buch ist „Emotions of Normal People“, in dem sich Marston mit der Frage beschäftigt, welche Emotionen der normale Mensch zeigt und wie sie sich unterscheiden lassen. Der Begriff „normaler Mensch“ sollte die Abgrenzung zu psychisch kranken gewährleisten. Er stellte fest, dass sich Menschen grundsätzlich in zwei Hinsichten unterscheiden:
- Sie betrachten sich stärker als ihr Umfeld (ihre Umwelt) oder schwächer.
- Sie betrachten ihr Umfeld entweder freundlich oder feindlich.

Bei seinen Untersuchungen stellte er immer wiederkehrende Verhaltensgrundmuster fest, die er mit den vier Begriffen Dominance (Dominanz), Inducement (Veranlassung), Submission (Unterwerfung) und Compliance (Befolgung, Einhaltung) belegte. Aus diesen Grundmustern des Verhaltens, die er selbst als „Phänomene“ bezeichnete, entwickelte 1958 der Psychologe Dr. Thomas Hendrickson die Grundlagen der Verhaltens-Profil-Analyse (VPA, engl. PPI) und führte in den folgenden 20 Jahren umfangreiche Versuchsreihen durch. 1980 übernahm Ray Reed die Weiterentwicklung und begann mit dem Verkauf des Produkts, das er Thomas-System nannte. Parallel dazu entwarf in den 1960er Jahren Prof. Dr. John G. Geier an der University of Minnesota das heute anerkannte DISG-Modell. Geier entwickelte im Laufe seiner Forschungen auch die Begrifflichkeiten weiter, so wie die Verhaltensdimensionen heute bekannt sind: Dominance, Influence, Steadiness, Compliance (DISC), in Deutschland auch als dominant, initiativ, stetig, gewissenhaft (DISG) bekannt.
Seine bekannteste These war, dass ein männliches Unabhängigkeitsbestreben absolut archaisch und gewalttätig sei und dass die gegensätzliche weibliche Taktik, Männer zu verführen (um sie zu halten), eine Unterwerfung unter eine liebende Macht sei. Seine Bedenken über die Stereotype von Geschlechterrollen in der Populärkultur drückte er 1944 in einem Artikel im „The American Scholar“ aus:

„Nicht mal Mädchen wollen Mädchen sein, solange unsere weiblichen Stereotype nicht mit Macht, Stärke und Kraft verbunden sind … Die naheliegende Lösung ist es, einen weiblichen Charakter mit den Stärken von Superman und dem Reiz der guten und schönen Frau zu schaffen.“

## Entwicklung vonWonder Woman
In einem Interview, das Marston seiner Lebensgefährtin Olive Byrne (alias Olive Richard) am 25. Oktober 1940 gab und das später mit dem Autorenpseudonym „Olive Richard“ in „The Family Circle“ veröffentlicht wurde, schilderte Marston das große Erziehungspotential von Comics. Marston war zu der Zeit durch sein populärwissenschaftliches Buch „The Lie Detector Test“ aus dem Jahr 1938 bereits eine prominente Persönlichkeit. Das Interview weckte das Interesse des Verlegers der „Detective Comics“ Max Charles Gaines. Auf die Frage von Marston, warum es keine weiblichen Superhelden in seinen Comics gab, soll Gaines Marston ermuntert haben eine solche Figur zu entwerfen.
Marston benutzte den zweiten Vornamen des Verlegers als Pseudonym „Charles Marston“ und entwickelte gemeinsam mit seiner Frau Elizabeth, die teilweise auch als Modell diente, die unkonventionelle und selbstbewusste Diana Prince alias Wonder Woman. Die Figur sollte zunächst „Suprema“ getauft werden. Sie sollte einerseits „zärtlich, unterwürfig, friedvoll wie alle guten Frauen“ sein und dabei „die ganze Stärke von Superman mit dem Reiz der guten und schönen Frau verbinden“. Seine Figur war die Eingeborene eines weiblichen Utopia, die zu einer US-Regierungsagentin wurde und Verbrechen bekämpft. Wonder Woman brachte ihre Gegner mit dem „Magic Lasso of Truth“ zum Reden. Das Lasso wurde als Anspielung auf den Lügendetektor verstanden.
Im Dezember 1941 trat Wonder Woman zum ersten Mal im All Star Comics #8 auf. Dann tauchte sie wieder in Sensation Comics #1 im Januar 1942 auf, und sechs Monate später wurden die Comics mit ihr als Hauptfigur regelmäßig veröffentlicht. Die Geschichten wurden ursprünglich von Marston verfasst und von dem Zeitungszeichner Harry G. Peter illustriert.

### Bondage-Motive
Nach Max Steller eignen sich die populärpsychologischen Vermarktungsversuche von Marstons wissenschaftlichen Erkenntnissen hervorragend zur Diffamierung des Gesamtgebietes. Fredric Wertham, der Kinder- und Jugendpsychiater und Autor von „Seduction of the Innocent“ (Die Verführung der Unschuldigen), behauptete, das Lesen von Comics fördere bei Jugendlichen Straffälligkeit und sexuelle Störungen. Die amazonenhafte Figur mit dem goldenen Lasso, die ihre Gegner fesselte, selbst gefesselt wurde und die gemeinsam mit ihren Amazonen-Freundinnen auftritt, führten in der Folge zu diversen Interpretationen und sexualisierten Umdeutungen. Hinzu kam, dass Marston die Unterwürfigkeit zur weiblichen Tugend erklärte und Unterwürfigkeit von Männern gegenüber Frauen als noble und möglicherweise weltrettende Praxis bezeichnete, die letztendlich zur Errichtung eines Matriarchats führe. Auftrieb erhielt die Sexualisierung des „Wonder-Woman“-Themas nicht zuletzt durch Marstons eigene Lebensführung. Dieser lebte in häuslicher Lebensgemeinschaft mit seiner ehemaligen Studentin Olive Byrne und seiner Frau Elizabeth Holloway Marston. Beide Frauen gebaren zwei Kinder von ihm, die Kinder von Olive Richard wurden von seiner Frau adoptiert. Ob Marston selbst diese Bondage-Assoziation beabsichtigte oder ob er eigene sexuelle Phantasien bei der Figur verwirklichte, ist reine Vermutung.
Neben dieser sicherlich unfreiwilligen Rolle als Lieferant sexueller Phantasien könnte man Marston auch als Vordenker der „Gender-Mainstreaming“-Debatte verstehen, die in den 80er Jahren ihren großen Auftrieb bekam. Er wird auch oft als Leitfigur für eine polyamore Lebensführung genannt.

### Rechte an den Wonder-Woman-Comics
Aufgrund geschickter Verhandlungstaktik war Marston möglicherweise der erste Comic-Buch-Autor, der einen nennenswerten Anteil Geld aus den Verkäufen von einem großen Verlag bekam. Jerry Siegel und Joe Shuster, die Schöpfer von Superman, mussten dafür 1975 einen Rechtsstreit mit DC-Comics führen. Marstons Erben dagegen bekamen kleine Anteile aus allen Verkäufen von allen mit Wonder Woman in Verbindung stehenden Artikeln. Es gab sogar eine Klausel, dass, wenn länger als einen Monat kein Comic-Buch mit Wonder Woman veröffentlicht wird, alle Rechte an Marstons Familie gehen.

## Veröffentlichungen (Auswahl)
- (1930) Walter B. Pitkin, William M. Marston, The Art of Sound Pictures. Appleton, New York.
- (1931) Integrative psychology; a study of unit response (mit C. D. King, E. H. Marston). Harcourt, Brace, London, England.
- (c. 1932) Venus with us; a tale of the Caesar. Sears, New York.
- (1936) You can be popular. Home Institute, New York.
- (1937) Try living. Crowell, New York.
- (1938) The lie detector test. Smith, New York.
- (1941) March on! Facing life with courage. Doubleday, Doran, New York.
- (1943) F. F. Proctor, vaudeville pioneer. (with J. H. Feller). Smith, New York.
- (1999; Erstveröffentlichung 1928) Emotions of Normal People. Taylor & Francis Ltd, ISBN 0-415-21076-3.

## Filme
- Professor Marston & The Wonder Women (2017), Filmbiografie von Angela Robinson